# Gepard Finance
Společnost Gepard Finance působí na českém trhu od roku 2003. Hlavní obor činnosti společnosti spočívá v poskytování poradenských služeb v oblasti hypotečních úvěrů, úvěrových a pojišťovacích produktů. Společnost klientům nabízí následující portfolio služeb: hypotéky, refinancování hypotéky, americké hypotéky, stavební spoření, pojištění, spotřebitelské úvěry. Zájemci o hypotéku mohou využít hypoteční kalkulačku, která jim porovná podmínky hypoték všech bank. Současným předsedou představenstva je Jiří Pathy. Na konci roku 2017 dosáhl celkový objem zpracovaných hypotečních úvěrů 87 miliard Kč.[zdroj?]

## Historie
Společnost Gepard Finance byla založena v roce 2002 pod názvem Gepart s.r.o. V roce 2004 se začala připravovat transformace firmy na akciovou společnost, v roce 2006 nabyla této právní formy pod názvem Gepard Finance a.s. V roce 2006 vstupuje jako zakládající člen do Asociace hypotečních makléřů. V roce 2008 se společnost připravila na transformaci obchodní sítě na franšízový model a od roku 2009 začíná nabízet klientům úvěrové a pojišťovací produkty prostřednictvím franšízových poboček. Téhož roku podíl společnosti na trhu poprvé překračuje 5 %. V roce 2010 se společnost rychle rozšiřuje, vzniká 20 nových poboček po celé ČR. To s sebou přináší také navýšení objemu zpracovaných hypotečních úvěrů, který převyšuje 5 mld. Kč. Nárůst na hypotečním trhu v témže roce činí další 3 %. Rok 2010 tedy končí společnost s 8% podílem na trhu.

## Profil společnosti
Společnost Gepard Finance patří mezi tzv. hypoteční makléře a je certifikovaná u všech hypotečních bank v rámci českého trhu. V roce 2011 se společnost Gepard Finance stala největší hypotečně-makléřskou firmou v České republice. Franšízový systém uplatňovaný pro spolupráci s partnery je vedený pod názvem GEPARD - FINANCE PRO ŽIVOT. Obchodní plán firmy počítá se 100 funkčními obchodními místy založenými na území ČR. Činnost firmy je úzce vázaná s Asociací hypotečních makléřů (AHM). AHM je profesní sdružení právnických osob působících na českém hypotečním trhu. Současným předsedou AHM je Ing. Jan Kruntorád.

## Franšízový model
Gepard Finance je jediná společnost mezi hypotečními specialisty, která funguje na principu franšízingu.
Franšízing je systém, jehož prostřednictvím se uvádí na trh služby (zboží, technologie). Opírá se o úzkou a nepřetržitou spolupráci právně a finančně samostatných a nezávislých podniků, franšízora a jeho franšízantů. Realitní a hypoteční makléři se mohou rozhodnout podnikat pod franšízou Gepard Finance. Získají tak know how společnosti, její systém, vzdělávání a marketingovou podporu.

## Gepard Akademie
Společnost Gepard Finance vyškoluje hypoteční makléře a ostatní členy provozních složek dle specifického systému vzdělávání, který je podporovaný strukturálními fondy EU. Evropský Operační program lidské zdroje a zaměstnanost vyžaduje odborné zaškolení a rozvoj dovedností i kompetencí v rámci daného oboru. Společnost Gepard Finance v současné době těží jako jediný hypoteční broker na českém trhu mezi střednědobými projekty prostředků z tohoto Operačního programu.

## Charitativní podpora a sponzoring
Společnost Gepard Finance se angažuje na charitativních akcích a je stálým partnerem několika fondů. Finanční podporu pravidelně poukazuje mj. Dětskému fondu OSN (UNICEF) či sdružení Dejme dětem šanci. Investované peníze jsou směřovány především do sektoru vzdělání či zdravotnictví.
Společnost Gepard Finance také adoptovala v roce 2006 gepardici Wazimu. Díky finanční podpoře byla Wazima převezena do chovatelského centra v ZOO Praha za účelem reprodukce a odchování mláďat tohoto ohroženého druhu.

## Logo
Značka společnosti je postavena z minuskových liter na zeleném podkladu. Poslední litera "d" je uskočena pod účaří. Pravá část značky obsahuje pruhy v barvě zelené, bílé a teplé šedé. Tento blok má dle vyjádření společnosti symbolizovat komplexní služby s poukazem na komplexnost problematiky hypotečních úvěrů. Stejný design společnost uplatňuje i v propagačních materiálech a tiskovinách.